# Casalarreina
Casalarreina é um município da Espanha 
na província e comunidade autónoma de La Rioja, de área 8,13 km² com população de 1366 habitantes (2009) e densidade populacional de 168,4 hab/km².

## Demografia
| Variação demográfica do município entre 1991 e 2009 | Variação demográfica do município entre 1991 e 2009 | Variação demográfica do município entre 1991 e 2009 | Variação demográfica do município entre 1991 e 2009 | Variação demográfica do município entre 1991 e 2009 |
| --------------------------------------------------- | --------------------------------------------------- | --------------------------------------------------- | --------------------------------------------------- | --------------------------------------------------- |
| 1991                                                | 1996                                                | 2001                                                | 2004                                                | 2009                                                |
| 896                                                 | 909                                                 | 984                                                 | 1206                                                | 1366                                                |